# Huparlac
HUPARLAC - AVEYRON  FRANCE  é uma comuna francesa na região administrativa de Occitânia, no departamento de Aveyron. Estende-se por uma área de 24,7 km². Em 2010 a comuna tinha 273 habitantes (densidade: 11,1 hab./km²).